# ماركو بركيتش (لاعب كرة قدم)
ماركو بركيتش هو لاعب كرة قدم بوسني، ولد في 11 أبريل 2000 في بانيا لوكا في البوسنة والهرسك.